# 佐洛聖格羅特
佐洛聖格羅特（匈牙利語：Zalaszentgrót）是匈牙利的城鎮，位於該國西部，由佐洛州負責管轄，面積74.65平方公里，2011年人口6,618，其中約八成居民信奉天主教。2005年，該鎮開設水療中心。

## 友好城市
- 德国盖默斯海姆

## 外部連結
- 维基共享资源上的相關多媒體資源：佐洛聖格羅特
- 英語维基导游上的相关旅游指南：Zalaszentgrót

- Street map（页面存档备份，存于） （匈牙利文）
- （页面存档备份，存于） （匈牙利文）